# Споднє Битнє
Споднє Битнє (словен. Spodnje Bitnje) — поселення в общині Крань, Горенський регіон, Словенія. Висота над рівнем моря: 378,4 м.